# جون تي. دان
جون تي. دان هو محامي وسياسي أمريكي، ولد في 4 يونيو 1838 في تيبيراري في جمهورية أيرلندا، وتوفي في 22 فبراير 1907 في إليزابيث في الولايات المتحدة. نشط حزبياً في الحزب الديمقراطي. وقد انتخب عضو جمعية نيوجيرسي العامة ‏ وانتخب عضو مجلس النواب الأمريكي ‏.